# Ди, охотник на вампиров (манга)
«Ди, охотник на вампиров» (яп. バンパイアハンターD бампайя ханта: ди:, Vampire Hunter D) — манга по одноимённой серии романов японского писателя Хидэюки Кикути, адаптированная Saiko Takaki (Сайко Такаки). В Японии выпускалась издательством Media Factory с ноября 2007 года, в Америке - издательством Digital Manga Publishing. В России манга лицензирована издательством «Азбука-классика».
Впервые манга была представлена на Anime Expo 2006, как проект сотрудничества между Хидэюки Кикути и Digital Manga Publishing. Кикути, у которого всегда были близкие отношения со своими поклонниками, лично выбрал художника Сайко Такаки в качестве иллюстратора.
Первый том был опубликован 14 ноября 2007 года, и впоследствии получил третье место в номинации «Лучшая новая сэйнэн-манга 2007 года» в опросе читателей About.com, и заняла пятое место в SPJA Industry Awards в категории «Лучшая манга в жанре экшен».
Изначально планировалась адаптация всего перечня романов об «Охотнике на вампиров» в форме манги. Тем не менее, в ноябре 2015 года DMP отменил издание серии. Последний, 8 том, представлен издателем KADOKAWA, и доступен для чтения только на английском языке и в цифровом виде через BookWalker.

## Сюжет
Действие происходит в 12090 году. Вампиры правят ночью, однако лучшее время правления этой расы осталось далеко позади и люди активно борются с ними, объявляя награды за головы для Охотников на вампиров. Один из таких Охотников - загадочный Ди, который является не только Охотником, но и дампиром (наполовину вампиром), ненавидимым всеми изгоем.

## Список томов
| №                                                                                                   | В Японии            | В Японии               | В России          | В России               |
| №                                                                                                   | Дата публикации     | ISBN                   | Дата публикации   | ISBN                   |
| --------------------------------------------------------------------------------------------------- | ------------------- | ---------------------- | ----------------- | ---------------------- |
| 1                                                                                                   | 14 ноября 2007 г.   | ISBN 978-4840119702    | 19 марта 2010 г.  | ISBN 978-5-9985-0912-4 |
| Адаптация первого тома романа — «Ди, охотник на вампиров» (яп. 吸血鬼ハンターD бампайя ханта: ди:). |                     |                        |                   |                        |
| 2                                                                                                   | 26 июня 2008 г.     | ISBN 978-4840122405    | 30 апреля 2010 г. | ISBN 978-5-9985-1077-9 |
| Адаптация второго тома романа — «Вызывающий бури» (яп. 風立ちて"D" кадзэ татитэ ди:).               |                     |                        |                   |                        |
| 3                                                                                                   | 26 мая 2009 г.      | ISBN 978-4840125710    | 11 июля 2010 г.   | ISBN 978-5-9985-1169-1 |
| Адаптация третьего тома романа — «Демоническая погоня» (яп. D-妖殺行 ди: ё:сацуко:).                |                     |                        |                   |                        |
| 4                                                                                                   | 21 ноября 2009 г.   | ISBN 978-4840129404    |                   |                        |
| Адаптация четвёртого тома романа — «D — Tale of the Dead Town»                                      |                     |                        |                   |                        |
| 5                                                                                                   | 22 декабря 2010 г.  | ISBN 978-1569707906    |                   |                        |
| Адаптация пятого тома романа — «D — The Stuff of Dreams»                                            |                     |                        |                   |                        |
| 6                                                                                                   | 23 января 2012 г.   | ISBN 978-1569707913    |                   |                        |
| Адаптация шестого тома романа — «D — Pilgrimage of the Sacred and the Profane»                      |                     |                        |                   |                        |
| 7                                                                                                   | 23 июля 2013 г.     | ISBN 978-4-8401-5079-8 |                   |                        |
| Адаптация седьмого тома романа — «Mysterious Journey to the North Sea, part 1»                      |                     |                        |                   |                        |
| 8                                                                                                   | 23 сентября 2014 г. | ISBN 978-4-04-066853-6 |                   |                        |
| Адаптация восьмого тома романа — «Mysterious Journey to the North Sea, part 2»                      |                     |                        |                   |                        |